# Şükrü Tetik
Şükrü Tetik (* 1. Oktober 1957 in Istanbul) ist ein ehemaliger türkischer Fußballspieler.

## Karriere

### Im Verein
Şükrü Tetik begann seine Karriere bei Giresunspor. Dort spielte er ein Jahr und wechselte anschließend zu Galatasaray Istanbul. In seiner ersten Saison bei Galatasaray spielte er bei 26 Ligaspielen. In der nachfolgenden Saison kam er zu 14 Ligaspielen und erzielte ein Tor.
Im Sommer 1978 wechselte Tetik zu Samsunspor. Seine Karriere beendete Şükrü Tetik am Ende der Saison 1979/80 bei Düzcespor in der 2. Liga.

### In der Nationalmannschaft
Şükrü Tetik spielte von 1976 bis 1977 für die türkische U-21.